# 621
سنة 621 م كانت سنة بسيطة تبدأ يوم الخميس (الرابط يظهر نموذج التقويم الكامل للسنة) من التقويم اليولياني. بدأت تسمية السنة ب621 منذ العصور الوسطى المبكرة، عندما أصبح تقويم أنو دوميني هو الأسلوب السائد في أوروبا لتسمية السنوات.

## أحداث
الإسراء والمعراج

## مواليد
- سراقة البارقي، أحد شعراء صدر الإسلام والعصر الأموي.
- الملك الساساني أردشير الثالث.

## وفيات
- سيزبوت - ملك القوط الغربيين (أو ربما توفي عام 620).